# FTB福井南中継局
FTB福井南中継局（エフティービーふくいみなみちゅうけいきょく）は、かつて福井県福井市に置かれていた福井テレビジョン放送（FTB）の中継局である。

## 概要
当中継局には、FTBの中継局のみ置かれ、NHK福井放送局と福井放送（FBC）の中継局は、当地に中継局を設置していない。NHK福井放送局と福井放送は、福井親局や周辺の中継局の電波を受信していた。

## 中継局概要
| 放送局名                  | チャンネル | 空中線電力        | ERP                | 放送対象 地域 | 放送区域 内世帯数 |
| FTB 福井テレビ ジョン放送 | 57ch       | 映像1W/ 音声250mW | 映像6.9W/ 音声1.7W | 福井県        | 不明              |

- 2011年7月24日をもって廃止された。地上デジタルテレビ放送については、非該当である。